# Тайлер-Ран (Пенсільванія)
Тайлер-Ран (англ. Tyler Run) — переписна місцевість (CDP) в США, в окрузі Йорк штату Пенсільванія. Населення — 1910 осіб (2020).

## Географія
Тайлер-Ран розташований за координатами 39°55′50″ пн. ш. 76°42′4″ зх. д. / 39.93056° пн. ш. 76.70111° зх. д. (39.930610, -76.700973).  За даними Бюро перепису населення США в 2010 році переписна місцевість мала площу 2,48 км², уся площа — суходіл.

## Демографія
Згідно з переписом 2010 року, у переписній місцевості мешкала 1901 особа в 966 домогосподарствах у складі 478 родин. Густота населення становила 766 осіб/км².  Було 1018 помешкань (410/км²).
Расовий склад населення:
| - 94,3 % — білих - 3,4 % — чорних або афроамериканців - 1,2 % — азіатів - 0,1 % — вихідців з тихоокеанських островів - 0,1 % — корінних американців |

До двох чи більше рас належало 0,9 %. Частка іспаномовних становила 1,3 % від усіх жителів.
За віковим діапазоном населення розподілялося таким чином: 17,7 % — особи молодші 18 років, 49,6 % — особи у віці 18—64 років, 32,7 % — особи у віці 65 років та старші. Медіана віку мешканця становила 51,9 року. На 100 осіб жіночої статі у переписній місцевості припадало 79,2 чоловіків;  на 100 жінок у віці від 18 років та старших — 73,9 чоловіків також старших 18 років.
Середній дохід на одне домашнє господарство  становив 134 050 доларів США (медіана — 57 039), а середній дохід на одну сім'ю — 183 754 долари (медіана — 84 375). За межею бідності перебувало 5,9 % осіб, у тому числі 8,2 % дітей у віці до 18 років та 8,2 % осіб у віці 65 років та старших.
Цивільне працевлаштоване населення становило 653 особи. Основні галузі зайнятості: освіта, охорона здоров'я та соціальна допомога — 35,7 %, мистецтво, розваги та відпочинок — 14,2 %, науковці, спеціалісти, менеджери — 12,6 %.